# Afblijven (boek)
Afblijven is een boek van de Nederlandse schrijfster Carry Slee. Het werd uitgebracht in 1998.
Het verhaal gaat over een meisje dat haar onzekerheid probeert te verbergen door pillen te slikken. Het boek thematiseert de gevaren van drugs en de criminele wereld erachter, het effect van drugsgebruik op vriendschappen en de verschillende manieren waarop ouders met het thema omgaan.
In 2000 werd het boek bekroond met de Prijs van de Jonge Jury. Er werd in 2006 een gelijknamige verfilming uitgebracht. Daarbij werd het boek 'aangepast' aan het filmscript en als filmeditie opnieuw uitgebracht.

## Verhaal
De 14-jarige Melissa is dolgelukkig als haar wordt gevraagd auditie te doen om in een videoclip van de superbekende rapper Brainpower te dansen. Jordi, de beste vriend van Melissa en al sinds groep 6 verliefd op haar, is ook enthousiast. Melissa kan heel erg goed dansen en ze wordt zeker ontdekt. Maar al snel gaat het minder goed met Melissa. Om haar onzekerheid te verbergen en beter te kunnen dansen is ze xtc gaan slikken. Ze raakt steeds meer in de ban van Jim, haar dealer, terwijl haar vrienden niet weten wat ze ermee moeten. 
Als Melissa van huis wegloopt en niemand weet waar ze is, doet Jordi er alles aan om Melissa te vinden. Na ruim twee weken belt Melissa naar Jordi en zegt dat ze niet terug kan komen omdat er te veel gebeurd is. Ze zegt dat ze ’s avonds gaat dansen om alles even te vergeten. ’s Nachts herinnert Jordi zich aan een affiche over een houseparty in een fabriekshal. Hij gaat er meteen naartoe. Er staan ambulances en politie. Zeven mensen blijken door een verkeerde partij xtc in coma te zijn geraakt, onder wie Melissa. Ze heeft geluk gehad als ze uiteindelijk uit haar coma ontwaakt; een ander meisje is overleden. 
Als Melissa na een paar dagen uit het ziekenhuis wordt ontslagen, vraagt ze haar vader om bij het politiebureau te stoppen, ze gaat Jim aangeven. Diezelfde dag rijden Jim en zijn compagnon door de wasstraat waar Jordi werkt. Om te bewijzen dat de xtc van hem komt, verzint Jordi "een speciale gratis stofzuigactie" en ontdekt de xtc in de kofferbak. Jim en zijn vriend worden gearresteerd. Nadat Melissa de waarheid over alles heeft verteld, komt het allemaal goed tussen haar en Jordi.